# 田畑百子
田畑 百子（たばた ももこ、1979年7月28日 - ）は、日本の元AV女優。
趣味はカラオケ、特技はピアノを弾くこと。

## 略歴
- 2001年 - AVデビュー。ロリ系のキカタン （企画単体）女優。
- 2004年 - 引退したと思われる。

## 作品

### アダルトビデオ

#### 2001年
- A Strawberry Season （12月14日、RAIDEN / メディアステーション）
- 白衣の天使たち 私がタマったすべてを出してあげる、いいでしょ?（12月31日、アテナ映像）

#### 2002年
- スペルマロリータ 田畑百子（1月10日、DEEP'S）
- 妹のくちびる こんなに濡らして･･･ ごめんね、おにいちゃん （1月31日、アテナ映像）
- 裏・妹調教 （2月8日、TMA / トータル・メディア・エージェンシー）
- 妹調教 （2002年2月8日、TMA / トータル・メディア・エージェンシー） - 『妹調教』（VHS）、『裏・妹調教』（VHS）のDVD編集版
- 半熟（2月8日 DVD 、ワイルドサイド）
- つぼみ 小さな恋の物語 （2月21日 VHS、5月10日 DVD、大吉 / ビッグモーカル）
- 進化するハメ撮りAV HD vol.13 （2月22日、アッシュ）
- 背徳堕天使 4 田畑百子 （3月15日 VHS、collect / シネマジック）
- Shake it! ONA 堤さやか・田畑百子 （3月19日、オブテイン・フューチャー）
- 灼熱地獄ガマンくらべ 負けたら即ソフトレイプ!!（3月20日 DVD、SODクリエイト）
- 夜這い すそ調べ 2（4月12日 DVD 、ワイルドサイド）
- 処女を犯したい 4 〜精子まみれになった娘〜 田畑百子（5月4日 VHS / DVD、アイエナジー）
- 痴漢ハメハメ電車3 （5月17日 DVD 、ワイルドサイド）
- コスプレ調教メイド （5月31日 VHS、Labia / ホットエンターテイメント）
- スクール水着ハメ撮り deep 2 （5月 VHS、endress / リベロ / オブテイン・フューチャー）
- プチプレス 01 田畑百子・姫野優香 （6月20日 DVD、エー・エス・ジェイ）
- 即尺若奥さま 3 （7月5日 VHS / DVD、DEEP'S）
- HYPER CUTE 悶絶妹 3 コスプレ調教メイド （7月13日 VHS、Rouge / HRC）
- 制服&ブルマー おしおき肉体測定 （7月15日 VHS、笠倉出版社）
- れずセラ 2 （2002年7月19日 VHS / DVD、）
- ハメハメ淫語すぺしゃる 新人局アナ研修 田畑百子●21歳 （8月9日 DVD 、GOLD / ワイルドサイド）
- はじめてのおるすばん （8月17日 VHS 、BAZOOKA / 宇宙企画 / メディアステーション）
- ブルセラウンチ 2 （8月25日 VHS 、つるや / RADIX）
- ONE ON ONE （8月28日 VHS 、Rouge / HRC）
- 田畑百子の大量ぶっかけごっくん娘 （9月6日 DVD / VHS 、シャトルジャパン）
- 全裸オーケストラ （9月6日 DVD、SODクリエイト）
- Generation LOVE （9月18日 VHS、Zoom / HRC）
- コスプレアイドル 2時間SPECIAL（9月27日 VHS、ミリオン / ケイ・エム・プロデュース）
- コスプレアイドル 4時間SPECIAL （9月27日 DVD、ミリオン / ケイ・エム・プロデュース）
- 幼女レイプ （9月27日 DVD 、ワイルドサイド）
- 裏・全裸オーケストラ （10月5日 VHS、SODクリエイト）
- 放課後の天使たちXI （10月25日 VHS、collect / シネマジック）
- 全裸オーケストラ アナザーストーリーズ （11月20日 DVD、SODクリエイト）
- 美少女浣腸日誌（11月20日 DVD、SODクリエイト）
- 裏 流れ作品集 4時間 Vol.2 女子校生制服美少女6人（2002年11月20日 DVD、アクティブワン）
- SCHOOL SWIM WEAR【ハメ撮り】（11月22日 VHS / 2002年12月17日 DVD 、OSARU）
- 女子校生M調教 3時間（12月6日 DVD、YELLOW BOX）
- 24人のカリスマアイドル 2 （12月13日 DVD、million / ケイ・エム・プロデュース）
- OFF ☆ SHOT! （12月14日 DVD、ベスト・パートナーズ）
- イモコン。 imoto complex （12月20日 DVD、CHER / HRC）
- サーモグラフィSEX （12月20日 DVD、DASH / ソフト・オン・デマンド）

#### 2003年
- ANGEL FILE 12 人気急上昇! 次世代アイドル編（1月17日 VHS / DVDレンタル、million / ケイ・エム・プロデュース）
- お嬢様のうんち 総集編 01（1月21日 DVD 、月光 / 満月）
- 豪華撮り下ろし 特別版 ナース7人斬り（2月6日 DVD、アイエナジー）
- いじめ 4時間 （2月14日 DVD、TMA / トータル・メディア・エージェンシー）
- どこでもスワップ（2月15日 DVD、MOODYZ Joker / ムーディーズ）
- 翼の折れた天使たち Vol.1 BROKEN HARD ANGEL（2月25日 DVD 、Vゾーン）
- 未公開秘蔵映像集 凌辱ALL MIX VOL.2（3月20日 DVD、アイエナジー）オムニバス作品
- 36人のカリスマ女子校生 （3月28日 DVD、TMA / トータル・メディア・エージェンシー）
- ヌレヌレ発情オマ○コ ベスト潮吹き21連発!（4月5日 VHS / DVD、ディープス）
- パーツフェチ 美脚 （4月19日 DVD 、アイエナジー）
- 制服図鑑シリーズ ブルマ編 （4月19日 DVD 、アイエナジー）
- プライベートアングル 着替え15人 （4月19日 DVD 、アイエナジー）
- ブルセラウンチ W （4月23日 DVD、つるや / RADIX）
- 48人のカリスマエンジェル（5月16日 DVD、宇宙企画 / メディア・ステーション）
- コスプレ撮影会 第七回 清純コスプレイヤー さくらの陵辱撮影会 （5月20日 DVD、ユープランニング / ビタミンA）
- エネマの天使タチVI オムツ介護実習編 （5月22日 レンタルVHS、ART VIDEO / アヴァ）
- 優等生 コレクション 1 〜ドジッ子ここみちゃん編〜 （5月31日 DVD 、アルファインターナショナル）
- みるスポ! 秋田ここみちゃん （6月2日 DVD、みるきぃぷりん♪）
- 中出し 23人斬り（6月5日 DVD、アイエナジー）
- BOMB（暴夢）ベストセレクション IV（2003年6月5日 DVD 、アイエナジー）
- ロリータ少女ここみの私の変態を見て下さい（6月6日 DVD 、AVS）
- カリスマ妹アイドル 2時間（6月27日 VHS 、TMA / トータル・メディア・エージェンシー）
- 15人のカリスマ妹アイドル 4時間 （6月27日 DVD 、TMA / トータル・メディア・エージェンシー）
- スクール水着 9人の美少女達（6月27日 DVD 、DELTA / デジタルバンク）
- 中●生 異物挿入 連続中出し 本当に可愛い土手マン美少女 まゆ1●才 （7月1日 DVD 、LOTUS/グレイズ/DAI）
- 強制ストリップ劇場 今回の出演19人 （7月5日 DVD 、アイエナジー）
- 自慰 [THE ONANIE] 4時間 100人 （7月15日 DVD 、ホットエンターテイメント）
- スカトロBIG-BANG!! VOL.2 （7月15日 DVD 、SCAMATE / アルファーインターナショナル）
- 美少女排泄学園 （7月19日 DVD 、SODクリエイト）
- ご存知!糞尿姉妹 その3（7月19日、ナチュラルハイ）
- 美少女HEROINE（ヒロイン） スペルマ拷問 12 サイバーキャット物語 愛しのエグザクタ （7月25日 DVD 、ZERO-ONE / アロマ企画）
- ロリスカ おもらし教室 1 （7月29日 DVD 、みるきぃぷりん♪）
- 縄遊戯 2 （7月31日 DVD 、サンセットカラー）
- 女だけのレズスカ メスグソ絶頂天国 （8月8日 DVD 、COBRA / ワイルドサイド）
- 学園美少女 中出しアナルDOOL ここみ （8月20日 DVD 、AVS）
- 手コキで絞りだしてあげる 4時間 50人 （8月25日 DVD 、ホットエンターテイメント）
- 美少女うんち耽美館 8 〜田畑百子編〜 （9月12日 DVD / VHS] 、相模屋 / GIGA）
- れずセラ名場面集 （9月13日 VHS / DVD 、DEEP'S）
- LIVES120 III （9月23日 VHS 、Rouge / HRC）
- 背徳堕天使 田畑百子 愛葉亜希 （9月26日 DVD 、collect / シネマジック） 『背徳堕天使4』（VHS）、『背徳堕天使5』（VHS）を収録
- 美少女スカトロ作品集 井口昇の世界 美少女スカトロ編（10月4日 DVD 、SODクリエイト）
- スペルマロリータ 1 & 2 （10月18日 DVD 、DEEP'S）『スペルマロリータ』、『スペルマロリータ 2』収録
- 「佐賀県」の井上さんが選ぶ SOD特選女優&全裸作品集 （10月18日 DVD / VHS 、SODクリエイト） 『美少女浣腸日誌』収録
- 生意気な女子校生にオシオキしてやるぜ!! 4 （11月15日 VHS 、APA）
- 合法ロリータ 中出し4時間スペシャル （11月20日 DVD 、アイエナジー）
- 淫獣伝奇 2 女豹の証（11月21日 VHS / 2003年12月12日 レンタルDVD 、トライハートコーポレーション）
- 即尺若奥さま 4時間1980円 ウチはいつでも裸エプロンよ（12月4日 DVD 、ディープス）
- DASH1周年作品集 おいしいとこだけ選んでます 2002〜2003（12月18日 DVD 、DASH / ソフト・オン・デマンド）
- つぼみスペシャル 純潔の娘たち12人（12月24日 VHS 、大吉 / ビッグモーカル） -
- スクール水着ハメ撮り deep 2（DVD 、endress / リベロ / オブテイン・フューチャー） - 『スクール水着ハメ撮り deep 2』（VHS）のDVD編集版

#### 2004年
- アニメ声女優8人120分（1月22日 DVD 、ディープス）
- こんでんすみるきぃ 21（2月5日 DVD 、みるきぃぷりん♪）
- 指あそび 緊縛強制自慰（2月20日 DVD 、YELLOW BOX）
- 素顔のセックス デビュー当時の田畑百子 （2月20日 VHS / DVD] 、リベロ）
- 半熟なワレメちゃん達 【じゅん・恵・百子・あい・愛美・杏】（3月12日 DVD 、乱 / ワイルドサイド）
- エロメア （DVD / VHS 、BRAND-X / 大洋図書）
- STAR RING 総集編 Vol.1（4月30日 レンタルDVD 、スターリング / 麒麟堂）
- LES-DOL 02（5月14日 DVD 、ジャネス）
- 極上4時間 スクール水着（5月28日 DVD 、YELLOW BOX）
- 微乳フェチ A-cup・B-cup限定!!小さなおっぱい作品集（6月17日 DVD / VHS 、SODクリエイト）
- レズスカダイジェスト エネマの天使たち '04（7月12日 レンタルVHS / レンタルDVD / 2006年10月27日、ART VIDEO / アヴァ）
- AV制作会社流出ビデオ vol.3（7月30日 DVD 、ゴーゴーズ）
- ナースレイプ 2時間 もう、ヤメてください･･･。（9月9日 DVD 、アイエナジー）
- 月刊マゾヒスト 女優編（9月24日 レンタルDVD 、SNOW / クロスワールド）
- 女優14人微乳おっぱい図鑑 〜Bカップ以下限定〜（10月7日 DVD 、ディープス）
- 女子校生征服狩り!（10月22日 DVD 、SMACK UP）
- レズ女子高生コレクション（12月16日 DVD 、ディープス）
- 〜AV女優 “キカタン” ALL STARS〜 ヤリまくり!! 240分（12月17日 DVD 、Dynamo / 笠倉出版社）

#### 2005年
- MHS2 Milky Hi-School SEX 01（4月8日 DVD 、みるきぃぷりん♪）
- 禁断のエネマクリニックIII エネマの天使タチVI オムツ介護実習編（5月27日、ART VIDEO / アヴァ）
- みるきぃぷりん ぜんぶ。3 美少女130タイトル全部入り（8月19日 DVD 、みるきぃぷりん♪）
- 女子校生レイプ! 弄ばれたクラスメイト（9月25日 DVD 、サイド・ビー）

#### 2006年
- 濃縮 ロ●ータ 2 （1月20日 DVD 、Grant records）
- 女子校生 露出の鬼 4時間 （3月20日 DVD 、ネクストイレブン）
- ぶっかけ大全集 大量ぶっかけごっくん娘総集 2 （5月25日 DVD 、シャトルジャパン） - 『田畑百子の大量ぶっかけごっくん娘』収録

#### 2007年
- 淫獣伝奇 女豹一族伝説（2月13日 DVD 、NEO ATLAS）
- 極上素人 手コキ娘DX（3月1日 DVD 、A-BOX）
- 美少女うんち耽美館 BISHOJO UNCHI TANBIKAN 限定スペシャル4本組セットBOX（6月22日 DVD 、GIGA）
- 潮吹きMAX! 2 「10人の快感」絶頂・痙攣・イク・イク・イク〜!!（11月28日 レンタルDVD / レンタルVHS 、CORONA SPECIAL / コロナ社）